# Iota Cancri
Désignations
ι Cancri A : HR 3475, HD 74739, BD+29°1824, HIP 43103, SAO 80416

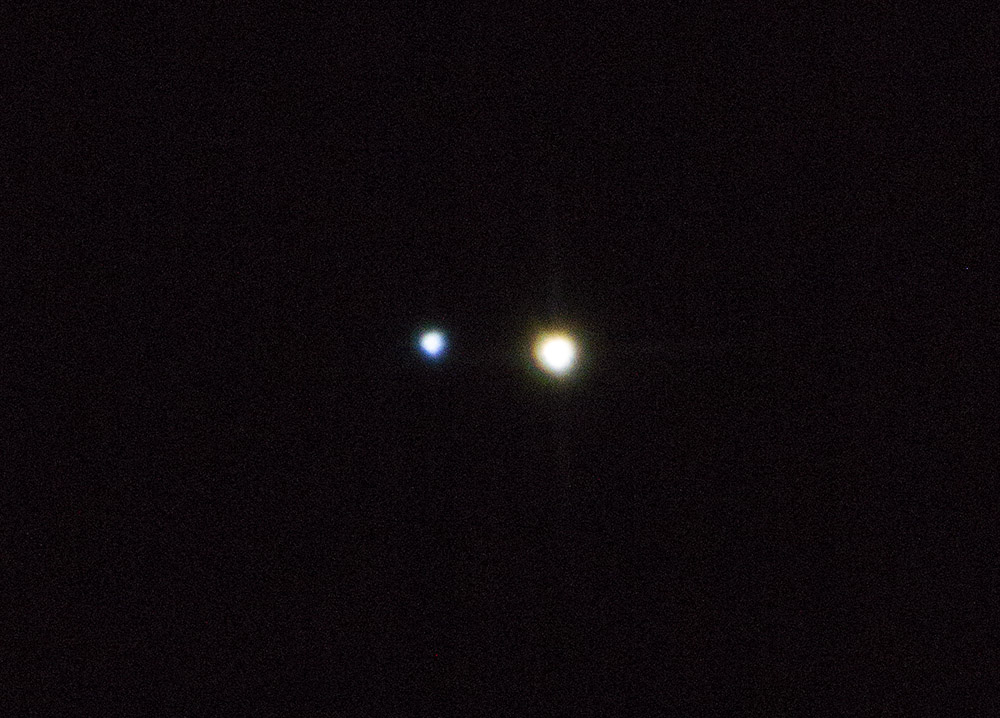
ι Cancri A et B (Jeffrey Fisher)

Iota Cancri (ι Cnc, ι Cancri) est une étoile binaire de la constellation du Cancer. La composante la plus brillante est à environ 298 années-lumière de la Terre.
L'étoile la plus brillante est une géante jaune de type G avec une magnitude apparente de +4,02. La compagne est une étoile blanche de la séquence principale de type A avec une magnitude apparente de +6,58. Les deux étoiles sont séparées de 30,5 arcsecondes et sont résolues dans un petit télescope.

## Nomenclature
Acubens, alors qualifiée de Australis, est un nom parfois donné à Iota Cancri / ι Cnc, qui est la symétrique australe d'Alpha Cancri dans la constellation du Cancer, qui mérite dans ce cas d'être qualifiée alors de Borealis. C'est l'arabe المزبانى al-Zubānā, interprété comme « la Pince » du Crabe, mais qui en fait un transfert d'une appellation née dans la constellation arabe de Libra / la Balance. Pour davantage de détail, voir Alpha Cancri.
Notons que Jack W. Rhoads remonte à l’étymologie arabe d’Acubens en indiquant le nom Zubanah B-A pour ι (1-2) Cnc.